# Турати, Стефано
Стефано Турати (итал. Stefano Turati; род. 5 сентября 2001, Милан) — итальянский футболист, вратарь клуба «Сассуоло», выступающий на правах аренды за «Монцу».

## Клубная карьера
Турати — воспитанник клубов «Интер» Милан, «Ренате» и «Сассуоло». 1 декабря 2019 года в матче против «Ювентуса» он дебютировал в итальянской Серии A в составе последних. Летом 2021 года Турати на правах аренды перешёл в «Реджину». 2 октября в матче против «Пизы» он дебютировал в итальянской Серии B.
Летом 2022 года Турати был арендован «Фрозиноне». 14 августа в матче против «Модены» он дебютировал за новый клуб.

## Международная карьера
В 2023 году в составе молодёжной сборной Италии Турати принял участие в молодёжном чемпионате Европы в Румынии и Грузии. На турнире он был запасным и на поле не вышел.